# Nutrición durante el embarazo
El embarazo constituye el periodo más importante del desarrollo humano. Durante este proceso es fundamental llevar una dieta apropiada que cumpla la necesidad de nutrientes, a causa de la formación de tejidos fetales y placentarios, así como también el crecimiento mamario y uterino.
Llevar una dieta insuficiente ocasiona múltiples complicaciones para la madre y el desarrollo fetal. En la madre, una nutrición deficiente induce a la aparición de anemia, hipotensión, tendencia hemorrágica, parto retrasado, prematuridad y un parto complicado.  En cuanto al desarrollo fetal por un déficit nutritivo la estructura y la función placentaria pueden ser insuficientes. Por tanto, llevar una correcta alimentación durante el embarazo minimiza significativamente la mortalidad perinatal, el retraso en el desarrollo y también el déficit psicomotor.

## Nutrientes esenciales
Son todas las sustancias que nuestro cuerpo necesita para cumplir con sus funciones vitales y que no es capaz de producir o no produce en las cantidades necesarias y se deben obtener del medio externo, se consideran como nutrientes esenciales: carbohidratos, algunos aminoácidos entre los cuales destacan (metionina, leucina, histidina, treonina, triptófano y valina), ácidos grasos (linoleico y linolénico), minerales, vitaminas y agua.

### Macronutrientes
Proporcionan la mayor cantidad de energía al organismo y son necesarios en grandes cantidades, están presentes en tanto en estructuras animales como en vegetales y al ser consumidos por otros organismos permiten la absorción, digestión y la incorporación de suministro necesarios para la vida además sirven como sustrato para la síntesis de proteínas, grasas, almidones.

#### Carbohidratos
Los carbohidratos aportan energía a los diferentes tejidos del cuerpo humano, especialmente a los tejidos del sistema nervioso y del cerebro, pues estos no pueden utilizar ningún otro nutriente para obtener la energía.
Proporcionan alrededor del 40 al 80% de la energía. Estos se pueden clasificar en tres grandes grupos como son: Los azúcares, oligosacáridos y polisacáridos. 
En los azúcares encontramos los monosacáridos, disacáridos y los polioles, a su vez los oligosacáridos cuentan con un subgrupo en donde encontramos los maltooligosacáridos, y otros oligosacáridos, por último, los polisacáridos poseen el almidón y los polisacáridos no amiláceos.
En la mujer embarazada son los encargados del suministro de la energía necesaria para lidiar diariamente con los síntomas y con el proceso de parto, se debe mantener una dieta que incluya entre el 50 y 55% de hidratos de carbono.

#### Proteínas
Las proteínas son nutrientes que se encuentran presentes en los alimentos, y están constituidas por cadenas de aminoácidos y enlaces peptídicos. Sirven como fuentes de energía con un aporte del 10 a 35%. Su función principal es mantener a los diferentes tejidos como músculos y huesos. Por lo cual cuando existe deficiencia de proteínas se produce la pérdida de tejido muscular, así como problemas renales y debilidad. Durante el embarazo las proteínas son utilizadas en la formación de la estructura de los diferentes órganos del feto, la dieta debe incluir de un 15 a un 20%.

#### Lípidos
Son también denominados grasas y están formadas por cadenas hidrogenadas de carbono. Aportan el 34% de energía a la dieta humana. Su función principal radica en el almacenamiento de la energía. Cuando el individuo presenta grandes cantidades de grasa puede pasar varios días sin ingerir alimentos, por otro lado al existir déficit en el organismo, se puede originar la desnutrición. Además, las grasas ayudan a la regulación de la temperatura corporal y en la protección de tejidos blandos Las características principales:
- Son insolubles en agua.
- Generalmente se encuentran en estado sólido a temperaturas ambiente.

Las grasas se clasifican en saturadas, monoinsaturadas, poliinsaturadas, ácidos grasos trans. Durante el desarrollo del feto los ácidos grasos ayudan en la formación de membranas celulares y el cerebro, por lo que la dieta debe incluir entre el 30 a 35% de ácidos grasos.

### Micronutrientes
Son sustancias que no aportan energía al organismo, y se necesitan en pequeñas cantidades.  Son esenciales en procesos metabólicos y su déficit puede provocar un sinnúmero de enfermedades.

#### Vitaminas
Las vitaminas desempeñan funciones específicas en el cuerpo humano. Por ejemplo, algunas de estas desempeñan papeles importantes como coenzimas en cambios químicos que se presentan en el cuerpo, esto es conocido como metabolismo, sin embargo, se debe mencionar que no proporcionan energía ni sirven como elementos estructurales para el individuo. Únicamente son sustancias de origen químico que intervienen en funciones específicas.

#### Minerales
Los minerales se componen mediante átomos simples, tiene la propiedad de regular el Ph de los líquidos corporales, sirven como fuente de energía eléctrica para la contracción muscular, así como también para la respuesta nerviosa. Además, ayudan a mantener los niveles adecuados de agua en los tejidos. Entre los minerales más importantes destacan: yodo, calcio, cromo, fósforo, sodio, manganeso, hierro, potasio, molibdeno selenio, flúor, zinc, cobre, cloro y magnesio. Es fundamental la presencia de hierro, calcio y ácido fólico para el desarrollo de las estructuras fetales.
- Hierro: contribuye en la formación de glóbulos rojos.

- Calcio: se encarga de la formación de los huesos.

- Ácido fólico: para la formación del tubo neural.[12]

##### Agua
El agua es el componente individual que se encuentra en mayor magnitud en el organismo, pues ocupa del 60 al 70% del peso corporal de los adultos, este es un componente esencial de todos los tejidos corporales, pues cumple una importante función en la transformación de la energía, y también en la regulación de la temperatura.
Otra de sus funciones es actuar como solvente porque es el medio más importante para todas las reacciones, así mismo es fundamental para la digestión, absorción, excreción, etc. Se debe de tener en cuenta que el organismo no tiene provisión para almacenar agua por tal motivo la cantidad de agua que se pierda cada 24 horas debe ser restituida para mantener un correcto equilibrio en la salud.

##### Importancia del agua
El agua durante el embarazo es un recurso indispensable tanto para la madre embarazada como para la nueva vida que está por nacer.
Tiene un sinnúmero de beneficios uno de ellos es que el agua purifica el organismo, de esta manera ayuda al cuerpo a deshacerse las sustancias de desecho del organismo como es el caso del sodio que al ser eliminado evita un sinnúmero de enfermedad del tracto urinario especialmente en las mujeres.
También hidratar el cuerpo de la mujer embarazada es muy importante para combatir la deshidratación ya que esta es una complicación que puede afectar al desarrollo normal del cerebro del feto, otras de las funciones importantes que tiene el agua es que evita la hipertensión, así como enfermedades cardiovasculares durante el embarazo, por último, el consumo de agua durante el tercer trimestre de embarazo puede evitar que se de un parto prematuro.

## Propuesta dietética
La dieta durante el embarazo es de suma importancias por lo cual se ha propuesto la siguiente:
| Dieta durante el embarazo | Dieta durante el embarazo | Dieta durante el embarazo                        | Dieta durante el embarazo | |
| ------------------------- | --- | ------------------------------------------------ | --- | --- |
| Tipo de alimento          | Alimento | Calorias                                         | Propiedades | Propiedades |
| Cereales                  | Pan Arroz integral Papas Lentejas Garbanzos Avena                                                                                            | 239 100 80 116 364 144                           | Vitamina E, B1, B2, B6, fósforo, magnesio, potasio Vitamina B, E, fósforo y potasio Vitamina C, B1, B6, B3, Potasio, fósforo, magnesio Vitamina B, E, A, hierro, zinc, magnesio, sodio, potasio, selenio, calcio Vitamina B1, B2, B3, B6, E, ácido fólico, calcio, hierro Vitamina E, B1, B2, calcio, hierro, zinc, fósforo, magnesio | Vitamina E, B1, B2, B6, fósforo, magnesio, potasio Vitamina B, E, fósforo y potasio Vitamina C, B1, B6, B3, Potasio, fósforo, magnesio Vitamina B, E, A, hierro, zinc, magnesio, sodio, potasio, selenio, calcio Vitamina B1, B2, B3, B6, E, ácido fólico, calcio, hierro Vitamina E, B1, B2, calcio, hierro, zinc, fósforo, magnesio |
| Vegetales                 | Col risada Espinaca Aguacate Alcachofa Apio Berenjena Cebolla Coliflor Espárragos Alverjas Rábanos Remolacha Tomate Zanahoria Judías Brócoli | 49 22 160 47 14 25 63 25 20 81 17 43 18 30 31 35 | Vitamina A, C, E, B, fósforo, arginina, potasio, azufre Vitamina A, C, E, K, B1, B2, B6, B9, calcio, hierro, potasio, fósforo, magnesio, manganeso Vitamina C, E, K, B6, riboflavina, niacina, ácido fólico, magnesio, potasio Vitamina B1, C, niacina, fósforo, hierro, magnesio, calcio Vitamina A, B1, B2, B6, B9, C, E, potasio, calcio, zinc, azufre Vitamina C, potasio, magnesio, fósforo, calcio, hierro Vitamina E, C, B, selenio, fósforo, calcio, magnesio, potasio Vitamina C, k, B6, tiamina, niacina, magnesio, fósforo, potasio Vitamina A, B, C, K, ácido fólico, potasio Vitamina B1, B2, B6, C, ácido fólico, hierro, fósforo, magnesio, potasio, zinc Vitamina B, C, hierro, magnesio, potasio Vitamina B6, C, A, fósforo, zinc, potasio, calcio, hierro Vitamina A, B1, B2, B3, C, K, E, calcio, fósforo, sodio, hierro, yodo, flúor, níquel, potasio Vitamina A, C, E, K, potasio, fósforo, magnesio Vitamina B2, B6, ácido fólico, yodo, potasio, fósforo, magnesio Vitamina A, C, ácido fólico, potasio, calcio, hierro, fósforo, magnesio | Vitamina A, C, E, B, fósforo, arginina, potasio, azufre Vitamina A, C, E, K, B1, B2, B6, B9, calcio, hierro, potasio, fósforo, magnesio, manganeso Vitamina C, E, K, B6, riboflavina, niacina, ácido fólico, magnesio, potasio Vitamina B1, C, niacina, fósforo, hierro, magnesio, calcio Vitamina A, B1, B2, B6, B9, C, E, potasio, calcio, zinc, azufre Vitamina C, potasio, magnesio, fósforo, calcio, hierro Vitamina E, C, B, selenio, fósforo, calcio, magnesio, potasio Vitamina C, k, B6, tiamina, niacina, magnesio, fósforo, potasio Vitamina A, B, C, K, ácido fólico, potasio Vitamina B1, B2, B6, C, ácido fólico, hierro, fósforo, magnesio, potasio, zinc Vitamina B, C, hierro, magnesio, potasio Vitamina B6, C, A, fósforo, zinc, potasio, calcio, hierro Vitamina A, B1, B2, B3, C, K, E, calcio, fósforo, sodio, hierro, yodo, flúor, níquel, potasio Vitamina A, C, E, K, potasio, fósforo, magnesio Vitamina B2, B6, ácido fólico, yodo, potasio, fósforo, magnesio Vitamina A, C, ácido fólico, potasio, calcio, hierro, fósforo, magnesio |
| Frutas                    | Manzana Fresa Naranja Piña Pera Pepino Plátano Albaricoque Guayaba Higos Kiwi Sanadia                                                        | 52 33 63 50 57 16 89 48 68 47 61 30              | Vitamina E, C, B, ácido antioxidante, zinc, manganeso, flúor, yodo, selenio, potasio, Vitamina B6, k, niacina, ácido fólico, riboflavina, magnesio potasio Vitamina C, magnesio, ácido fólico, cobre, potasio, fósforo Vitamina A, B1, C, ácido fólico, potasio, magnesio hierro Vitamina A, B1, B2, B3, C, E, K, ácido fólico sodio fósforo, potasio, azufre, hierro, calcio Vitamina A, C, B, silicio, azufre, cloro, calcio, sodio, fósforo Vitamina B6, C, potasio, manganeso Vitamina A, C, B1, B2, B3, potasio, fósforo, hierro, azufre, calcio, sodio, flúor Vitamina C, hierro, calcio Vitamina A, C, D, E, B, Zinc, fósforo, calcio, magnesio, yodo Vitamina A, C, B1, B2, B6, B12, E, calcio, magnesio, potasio, hierro Vitamina B6, C, ácido fólico, magnesio, cobre, zinc | Vitamina E, C, B, ácido antioxidante, zinc, manganeso, flúor, yodo, selenio, potasio, Vitamina B6, k, niacina, ácido fólico, riboflavina, magnesio potasio Vitamina C, magnesio, ácido fólico, cobre, potasio, fósforo Vitamina A, B1, C, ácido fólico, potasio, magnesio hierro Vitamina A, B1, B2, B3, C, E, K, ácido fólico sodio fósforo, potasio, azufre, hierro, calcio Vitamina A, C, B, silicio, azufre, cloro, calcio, sodio, fósforo Vitamina B6, C, potasio, manganeso Vitamina A, C, B1, B2, B3, potasio, fósforo, hierro, azufre, calcio, sodio, flúor Vitamina C, hierro, calcio Vitamina A, C, D, E, B, Zinc, fósforo, calcio, magnesio, yodo Vitamina A, C, B1, B2, B6, B12, E, calcio, magnesio, potasio, hierro Vitamina B6, C, ácido fólico, magnesio, cobre, zinc |
| Frutos Secos              | Nuez Almendra Avellana | 607 600 628                                      | Vitamina A, C, D, B12, calcio, hierro, magnesio Vitamina B1, B2, B3, B5, B6, E, fósforo, Zinc, calcio, potasio Vitamina A, E, ácido fólico, calcio, magnesio | Vitamina A, C, D, B12, calcio, hierro, magnesio Vitamina B1, B2, B3, B5, B6, E, fósforo, Zinc, calcio, potasio Vitamina A, E, ácido fólico, calcio, magnesio |
| Carnes                    | Cerdo Pavo Cordero Pollo Salmón Sardina Gambas Ternera Trucha                                                                                | 242 135 294 172 208 94 172 115                   | Vitamina B6, B12, riboflavina, niacina, tiamina, fósforo, zinc, potasio, hierro Vitamina B1, B3, B5, B6, B12, biotina, ácido fólico, potasio, fósforo, magnesio, hierro, zinc Vitamina B1, B2, B3, B6, B12, E, fósforo, potasio, calcio Vitamina B3, niacina, magnesio, fósforo, potasio, zinc Vitamina A, D, B6, B12, selenio, magnesio Vitamina D, B12, B1, A, E, fósforo, magnesio, hierro, zinc Vitamina B3, B12, E, yodo, hierro, calcio, potasio, selenio Vitamina B6, B12, A, D, E, potasio, fósforo, magnesio, calcio Vitamina A, B1, B2, B3, hierro fósforo, potasio, zinc | Vitamina B6, B12, riboflavina, niacina, tiamina, fósforo, zinc, potasio, hierro Vitamina B1, B3, B5, B6, B12, biotina, ácido fólico, potasio, fósforo, magnesio, hierro, zinc Vitamina B1, B2, B3, B6, B12, E, fósforo, potasio, calcio Vitamina B3, niacina, magnesio, fósforo, potasio, zinc Vitamina A, D, B6, B12, selenio, magnesio Vitamina D, B12, B1, A, E, fósforo, magnesio, hierro, zinc Vitamina B3, B12, E, yodo, hierro, calcio, potasio, selenio Vitamina B6, B12, A, D, E, potasio, fósforo, magnesio, calcio Vitamina A, B1, B2, B3, hierro fósforo, potasio, zinc |
| Lácteos                   | Mantequilla Leche Yogur | 717 42 59                                        | Vitamina A, vitamina E, selenio, vitamina D Vitamina A, D, B12, B2, calcio, potasio, fósforo, magnesio, zinc, selenio Vitamina A, B, D, calcio | Vitamina A, vitamina E, selenio, vitamina D Vitamina A, D, B12, B2, calcio, potasio, fósforo, magnesio, zinc, selenio Vitamina A, B, D, calcio |

### Alimentos prohibidos en el Embarazo
- Leche cruda
- Quesos blandos
- Queso roquefort
- Pescado crudo
- Mariscos crudos
- Atún
- Carne cruda
- Embutidos
- Huevos crudos
- Café[15]

## Complicaciones del embarazo por la dieta

### Complicaciones por déficit de nutrientes
La carencia de micronutrientes durante la etapa del embarazo se desarrolla a lo largo del tiempo, y por esta razón sus efectos no se observan hasta que se haya dado un daño irreversible.
Las consecuencias como resultado de esta falta se dan tanto en los niños como la mujer embarazada, por una parte, en los niños las secuelas resultan muchas tales como: el retraso durante el crecimiento, retraso cognitivo, déficit inmunológico, bajo peso al nacer entre otras enfermedades. En cambio, para las mujeres embarazadas la falta de vitaminas y minerales puede ser catastrófico pues se puede producir un parto prematuro, hipertensión arterial, un aborto o incluso hasta la muerte.
Una de las principales causas de daño en el cerebro de los niños se debe a una carencia de yodo, estos efectos resultan ser más desastrosos durante el periodo fetal, y durante los primeros años de vida.
Además, el déficit de vitamina A, deprime el sistema inmunológico del niño incrementando el riesgo de contagió a diversas infecciones entre las cuales se menciona: sarampión, enfermedades diarreicas, entre otras.
La carencia de hierro puede producir la anemia, y a su vez esta aumenta el riesgo de hemorragia además de sufrir una infección bacteriana durante el parto además de que se produzcan muertes maternas.  Por otro lado, los niños pueden llegar a nacer prematuros, sufrir infecciones, problemas de aprendizaje y retraso en su desarrollo.
Por último, un déficit de ácido fólico durante el embarazo puede traer graves consecuencias como taquicardia, irritabilidad, úlcera péptica, etc.

## Recomendaciones para cuidar la alimentación durante el embarazo
- Es importante cumplir con una dieta equilibrada que sea capaz de proveer energía y nutrientes necesarios para la salud materna y el desarrollo fetal. Se debe incluir alimentos de todas las clasificaciones, es decir: carbohidratos (granos, cereales, tubérculos) hortalizas, frutas, lácteos (leche, yogur) proteínas (carnes y huevos) grasas
- Procure ingerir dos litros de agua al día.
- Cubrir las necesidades de vitaminas y ácido fólico mediante suplementos o pastillas
- Elimine el consumo de alimentos poco cocidos como huevo, pescados, carnes, etc.
- Elimine el consumo de sustancias psicotrópicas tales como alcohol, tabaco y drogas ilícitas, puesto que son la principal causa de anomalías oculares o articulares, malformaciones, retraso mental, y abortos espontáneos.
- Mantenga una correcta higiene de frutas y verduras.
- Disminuir el consumo de sal, alimentos embutidos, salsas, entre otros.
- Hacer ejercicio es fundamental para mantener un peso adecuado, se debe practicar la caminata y la natación.[16]

### Hábitos alimenticios de mujeres embarazadas y los factores que influyen en ellos
Es crucial que los investigadores analicen los hábitos alimentarios tradicionales de cada país o región, ya que los patrones dietéticos específicos de cada población están estrechamente vinculados con factores sociales y demográficos que pueden tener un impacto significativo en la salud tanto de la madre como del bebé durante el embarazo. Entender estas asociaciones puede ayudar a desarrollar intervenciones nutricionales adaptadas a las necesidades de cada comunidad, mejorando así los resultados perinatales y promoviendo la salud a largo plazo.